# Franz Burbach
Franz Burbach (* 1941 oder 1942 in Köln; † 25. Februar 2021) war ein deutscher Restaurator und Fernsehmoderator.
Burbach übernahm im Jahr 1983 die Wettermoderation im WDR Fernsehen und wurde als zentraler Bestandteil der Aktuellen Stunde zu einem der bekanntesten Wettermoderatoren Deutschlands. Durch seine rheinisch-volkstümliche Art avancierte er zu einer Kultfigur und zum Vorreiter des Infotainment, da er Anekdoten der damals üblichen rein sachlichen Moderation hinzufügte, oder von der Spitze des Kölner Doms auftrat. So sorgte er für eine „Amerikanisierung“ des Formates Wettermoderation und bereitete auch im deutschsprachigen Raum diesem Typus die Wege.
Hauptberuflich war Burbach Restaurator, spezialisiert auf Kirchturmspitzen. In Robert Lembkes Was bin ich? trat er als Vergolder von Kirchturmhähnen auf, was seine Spezialität war. 2008 trat er beim NRW-Duell des WDR Fernsehens an.
Burbach starb am 25. Februar 2021 im Alter von 79 Jahren an einer COVID-19-Infektion.

## Auszeichnungen
- 1987: Magister Linguae et humoris coloniensis der Karnevalsgesellschaft Fidele Aujusse Blau-Gold vun 1969 e.V.[5]
- 1990: Eselorden der Stadt Wesel[6]